# Oakboro
Oakboro é uma cidade  localizada no estado norte-americano de Carolina do Norte, no Condado de Stanly.

## Demografia
Segundo o censo norte-americano de 2000, a sua população era de 1198 habitantes.
Em 2006, foi estimada uma população de 1180, um decréscimo de 18 (-1.5%).

## Geografia
De acordo com o United States Census Bureau tem uma área de 5,2 km², dos quais 5,2 km² cobertos por terra e 0,0 km² cobertos por água. Oakboro localiza-se a aproximadamente 171 m acima do nível do mar.

## Localidades na vizinhança
O diagrama seguinte representa as localidades num raio de 24 km ao redor de Oakboro.